# سیارک ۷۰۹۵
سیارک ۷۰۹۵ (به انگلیسی: 7095 Lamettrie، نامگذاری:1992SB22) هفت هزار و نود و پنجمین سیارک کشف شده‌است که در ۲۲ سپتامبر ۱۹۹۲ کشف شد.
قدر مطلق سیارک برابر ۱۴٫۲۰ است.